# Papas da Língua
Papas da Língua é uma banda de pop rock brasileira, formada em 1993, na cidade de Porto Alegre, Rio Grande do Sul. A banda é formada por Serginho Moah (vocal, violão e guitarra), Léo Henkin (guitarra e violão), Zé Natálio (baixo) e Fernando Pezão (bateria), além do músico convidado Cau Netto (teclados).
Com a saída de Serginho Moah em 2019, a banda encerrou suas atividades até 2023, quando retornou aos palcos com a formação original.

## Biografia
O guitarrista e compositor Léo Henkin convidou Serginho Moah, Zé Natálio e Fernando Pezão, para formarem uma banda, pois os conhecia há muito tempo, em Porto Alegre. Formado em 1993, os gaúchos começaram a carreira por meio de produtores de novelas que pegavam suas canções para trilha sonoras. A primeira foi "Encontros Amargos" na novela Cara & Coroa, em 1995. Seu álbum de estréia foi lançado em 1995, com o single "Esta Não é a Sua Vida" e com a música "Encontros Amargos" na trilha nacional de Cara & Coroa, e logo participam da primeira edição do festival gaúcho Planeta Atlântida.
No segundo trabalho, Xa-La-Lá, regravaram "Rock´n Roll Lullaby" de B. J. Thomas. "Garotas do Brasil" fez parte da trilha sonora da novela adolescente Malhação, e o diretor Jorge Furtado escolheu a canção "No Calor da Hora" como tema de seu filme Houve uma Vez Dois Verões; o álbum faz grande sucesso, vendendo mais de 50 mil cópias. Nesse disco, o grupo encontrou mais o estilo pop ou pop rock e um misto de pop-reggae, além de um pouco de groove black. Em Babybum, lançado em 2000, com um lado mais roqueiro, "Baby" de Caetano Veloso foi regravada. No quarto álbum do grupo, "Sorte" foi a canção tocada ao lado de Adriana Calcanhoto. Nesse trabalho, regravaram "Pet Sematary", dos Ramones, com um ritmo reggae roots.
Em 2004, é lançado Ao Vivo Acústico, primeiro álbum ao vivo e também o primeiro DVD da carreira, gravado no Theatro São Pedro, entre abril e maio daquele ano, onde a banda apresentou canções de sucesso em comemoração aos 10 anos de carreira, com duas músicas inéditas e as regravadas tiveram uma nova roupagem por se tratar de um álbum acústico. Inicialmente distribuído pela extinta Orbeat Music, foi posteriormente distribuído pela EMI em 2006, mas com a ausência das canções inéditas "Espelho Meu" e "Pra Gente Passear".
Em 2008, já contratados pela EMI, lançam o quinto álbum de estúdio, intitulado Disco Rock, o primeiro de inéditas em seis anos, tendo como principais sucessos, "Balada do Amor Perdido", "Oba Oba", "Falar de Amor" e a faixa-título "Disco Rock", que fizeram sucesso relativo no resto do Brasil enquanto no Sul foi uma das mais tocadas. O diretor Jayme Monjardim selecionou a canção "Eu Sei" para a trilha sonora da novela Páginas da Vida. O grupo também participou de uma das cenas da trama.
Nos dias 26 e 27 de outubro de 2010, a banda gravou no Opinião, seu segundo DVD ao vivo, Bloco na Rua, lançado em 2011 pelo selo Radar Records.
Em 2015, é lançado o DVD Papas da Língua 20 Anos, que foi o último trabalho da banda, registro ao vivo gravado no Teatro do Bourbon Country, nos dias 19 e 20 de novembro de 2014, em comemoração aos 20 anos de carreira da banda.
Em 2019, com a saída do vocalista Serginho Moah, a banda decidiu encerrar suas atividades.

### Saída de Serginho Moah
Serginho Moah permaneceu na banda como vocalista desde a formação do grupo entre 1993 e 2019 e atualmente segue em carreira solo. Conheceu o músico e compositor Léo Henkin, que o convidou para trabalhar cantando em jingles para a indústria publicitária, no início da década de 1990. Com a parceria, juntaram-se a eles Zé Natálio e o ex-Almôndegas Fernando Pezão, nascendo a banda Papas da Língua.
O grupo realizou uma série de shows para celebrar os 25 anos, com um concerto no Theatro São Pedro, porém, no dia 2 de junho de 2018, faleceu aos 79 anos o pai de Serginho, Hugo Garcia. As apresentações que seriam realizadas no teatro foram canceladas e a turnê seguiu por mais um tempo. Em fevereiro de 2019, anunciou sua saída da banda após 25 anos para dedicar-se à carreira solo, com um show de despedida no Opinião.

## Integrantes
- Serginho Moah - voz, violão e guitarra (1993–2019; 2023–presente)
- Léo Henkin - guitarra, violão (1993–2019; 2023–presente)
- Zé Natálio - baixo (1993–2019; 2023–presente)
- Fernando Pezão - bateria (1993–2019; 2023–presente)

## Discografia
| Ano  | Álbum            | Formatos | Gravadora     |
| ---- | ---------------- | -------- | ------------- |
| 1995 | Papas da Língua  | CD, LP   | Epic          |
| 1998 | Xa-la-lá         | CD       | Antídoto      |
| 2000 | Babybum          | CD       | Antídoto      |
| 2002 | Um Dia de Sol    | CD       | Orbeat Music  |
| 2004 | Ao Vivo Acústico | CD, DVD  | Orbeat Music  |
| 2008 | Disco Rock       | CD       | EMI           |
| 2011 | Bloco na Rua     | CD, DVD  | Radar Records |
| 2015 | 20 Anos          | CD, DVD  | Radar Records |

## Prêmios e indicações

### Prêmio Açorianos
| Ano  | Categoria                   | Indicação        | Resultado |
| ---- | --------------------------- | ---------------- | --------- |
| 1995 | Grupo Musical               | Papas da Língua  | Venceu    |
| 1996 | Conjunto Musical            | Papas da Língua  | Indicado  |
| 1998 | Disco de Rock, Pop ou Blues | Xa-La-Lá         | Venceu    |
| 1999 | Grupo de Pop/Rock           | Papas da Língua  | Indicado  |
| 1999 | Música ou Canção            | Blusinha Branca  | Indicado  |
| 2000 | Grupo de Pop/Rock           | Papas da Língua  | Indicado  |
| 2002 | Disco de Pop/Rock           | Um Dia de Sol    | Indicado  |
| 2004 | Disco do Ano                | Ao Vivo Acústico | Venceu    |
| 2004 | Disco de Pop/Rock           | Ao Vivo Acústico | Indicado  |
| 2004 | Espetáculo do Ano           | Ao Vivo Acústico | Indicado  |
| 2004 | Grupo do Ano                | Papas da Língua  | Indicado  |
| 2011 | DVD do Ano                  | Bloco na Rua     | Venceu    |
| 2015 | DVD do Ano                  | 20 Anos          | Indicado  |